# میلچ

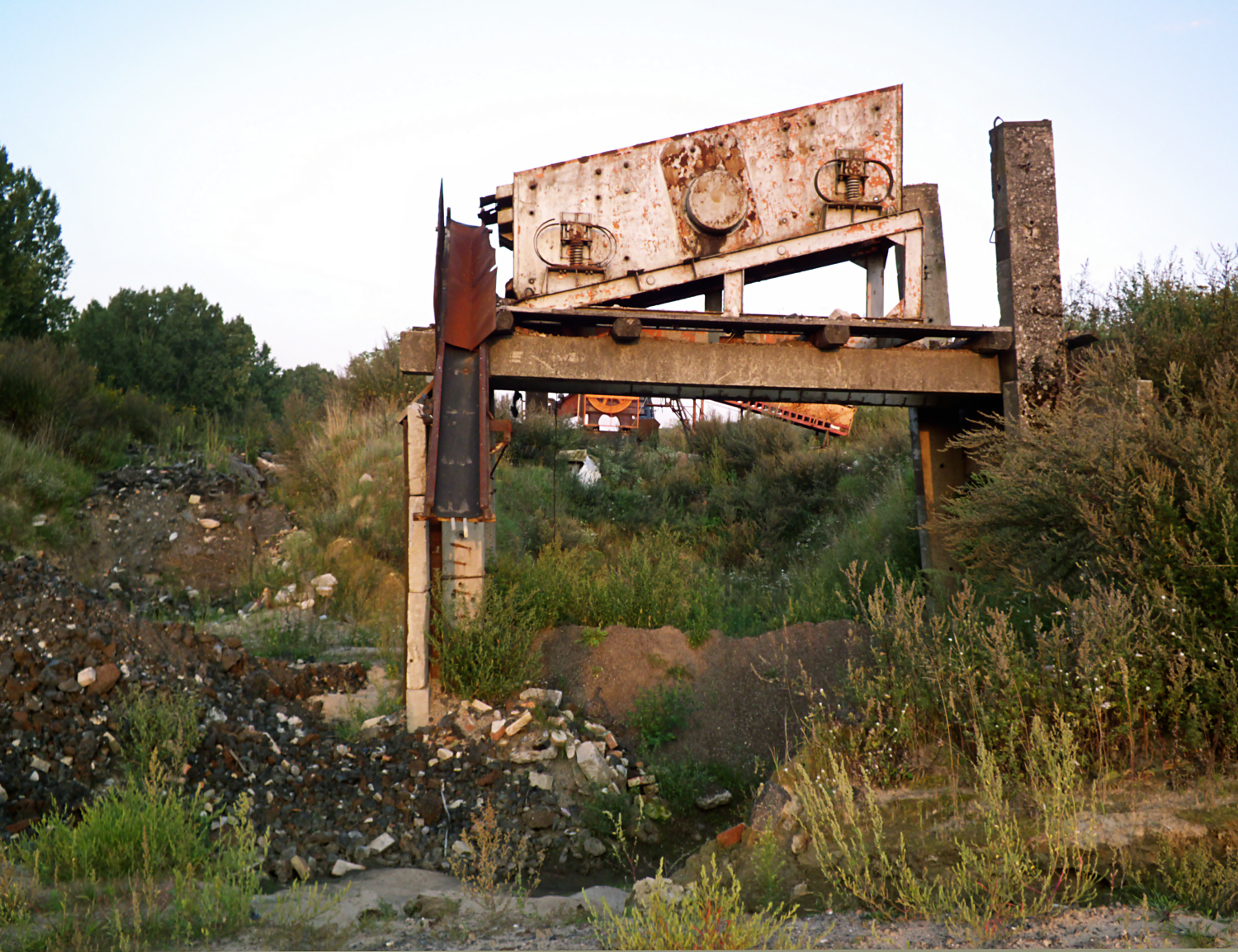
روستای ملیچ

میلچ (به لاتین: Milcz) یک روستا در لهستان است که در گمینا خوجژ واقع شده‌است. میلچ ۴۶۹ نفر جمعیت دارد.